# 구니스
구니스(영어: The Goonies)는 1985년 개봉한 미국의 어드벤처 코미디 영화다. 스티븐 스필버그가 원안을 작성하고 크리스 콜럼버스가 이를 각색하였다. 

## 스토리
10대 소년 미키 월쉬는 아버지가 숨겨둔 옛 양피지 지도를 찾게 되고 어린 악동들이 가세해 지도를 따라 여행을 떠나며 일어나는 소동을 담았다. 구니스는 어리석은 사람(foolish person)을 뜻하는 구니(goony)의 복수형이자 정체 모를 괴물에 쫓기는 이 영화의 주인공 악동들을 의미하며 여기에 해적까지 가세해 재미를 더했다.

## 등장 인물

### 중심 인물
- 숀 애스틴 - 미키 월쉬
- 조시 브롤린 - 브랜드 월쉬
- 제프 코헨 - 청크
- 코리 펠드먼 - 마우스(Mouth)
- 케리 그린 - 앤디
- 마사 플림턴 - 스테프(Stef)
- 조너선 케 콴 - 데이터

### 주변 인물
- 로버트 다비 - 제이크
- 조 판톨리아노 - 프란시스
- 앤 램지 - 마마
- 루피 온티베로스 - 로잘리타
- 스티브 앤틴 - 트로이
- 존 매튜작 - 슬로스

## 한국판 성우진 (MBC, 1991년 1월 1일)
- 박영남 - 미키 월쉬 (숀 애스틴)
- 윤지하 - 브랜드 월쉬 (조시 브롤린)
- 이명숙 - 청크 (제프 코헨)
- 안정현 - 마우스 (코리 펠드먼)
- 이선주 - 앤디 (케리 그린)
- 정미연 - 스테프 (마사 플림턴)
- 이미자 - 데이터 (조너선 케 콴)
- 김기현 - 제이크 (로버트 다비)
- 홍승옥 - 마마 (앤 램지)
- 이종오
- 권혁수